# Calzadilla de Tera
Calzadilla de Tera ist ein nordwestspanischer Ort und eine Gemeinde (municipio) mit nur noch 287 Einwohnern (Stand: 2024) im Süden der Provinz Zamora in der Autonomen Gemeinschaft Kastilien-León. Neben dem namensgebenden Ort Calzadilla de Tera gehören die Ortschaften Calzada de Tera, Junquera de Tera und Milla de Tera zur Gemeinde.

## Lage und Klima
Calzadilla de Tera liegt am westlichen Rand der Kastilischen Hochebene (Meseta Iberica) in einer Höhe von ca. 750 m. Der Río Tera begrenzt die Gemeinde im Norden. Die Provinzhauptstadt Zamora ist gut 66 Kilometer (Fahrtstrecke) in südsüdöstlicher Richtung entfernt. 
Das gemäßigte Kontinentalklima wird nur selten vom Atlantik beeinflusst.

## Bevölkerungsentwicklung
| Jahr      | 1970 | 1981 | 1991 | 2001 | 2011 | 2021 |
| Einwohner | 673  | 622  | 635  | 500  | 396  | 289  |

## Sehenswürdigkeiten

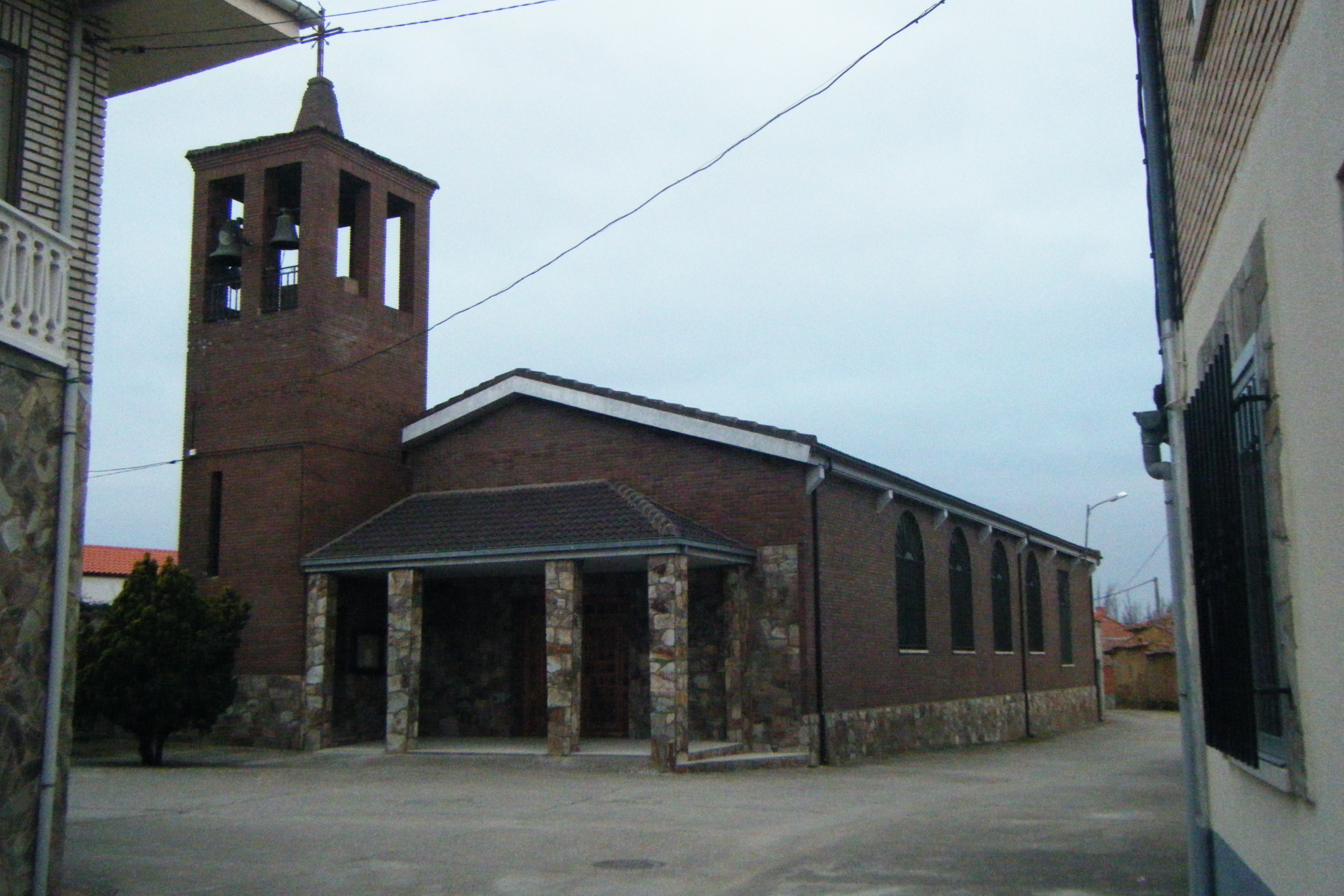
Justa-und-Rufina-Kirche
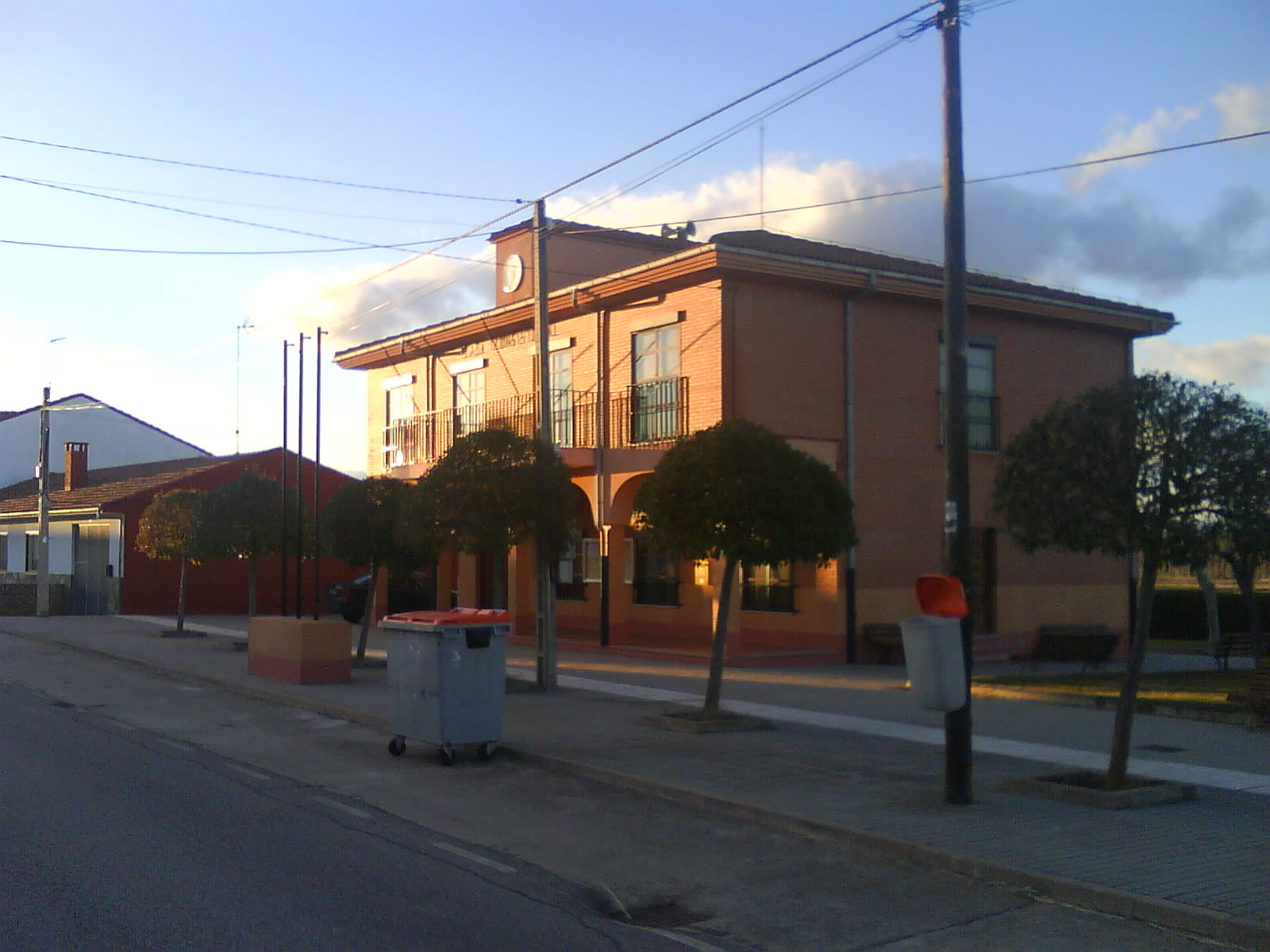
Rathaus

- Justa-und-Rufina-Kirche
- Rathaus